# Ještěrka zelená
Ještěrka zelená (Lacerta viridis (Laurenti, 1768)) je největší ze čtyř druhů ještěrek Česka, dorůstá délky až 40 cm. Její výskyt je omezen na nejteplejší oblasti země. V Česku je chráněna zákonem jako kriticky ohrožený druh.

## Popis

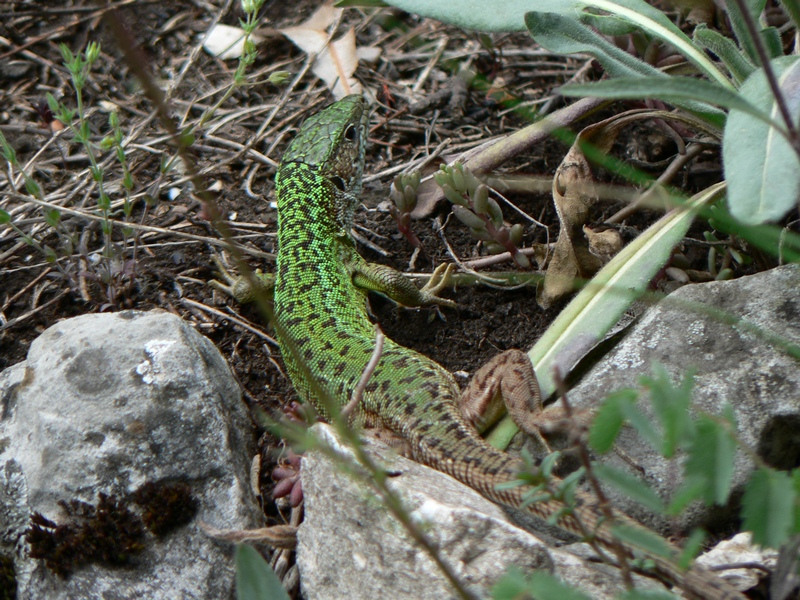
Samice ještěrky zelené (Lacerta viridis)

Dospělí jedinci jsou převážně zeleně zbarvení, samci mají v době rozmnožování tyrkysově zbarvené hrdlo. Mladí jedinci mohou být světle hnědí. Samice jsou zbarveny odlišně (pohlavní dimorfismus) – jsou hnědavé až zelené, s tmavšími skvrnkami podél dvou žlutavých podélných pruhů po stranách hřbetu. Břicho mají bělavé.

## Taxonomie
Nové výzkumy ukázaly, že ještěrka zelená v dřívějším pojetí je tvořena dvěma biologickými druhy. Jedinci z areálu v jihozápadní Evropě patří ke druhu Lacerta bilineata, hybridní zóna mezi oběma druhy leží v severovýchodní Itálii a přilehlé části Slovinska. Populace z chorvatského ostrova Cres jsou reliktní populací L. bilineata. Plodnost kříženců je redukovaná.

## Výskyt
Je rozšířená v jihovýchodní Evropě od severozápadní Itálie a Rakouska přes jižní Ukrajinu a černomořské pobřeží Turecka po Kaspické moře. Tři izolované populace žijí v povodí Labe v Braniborsku (Německo).

### Výskyt v Česku

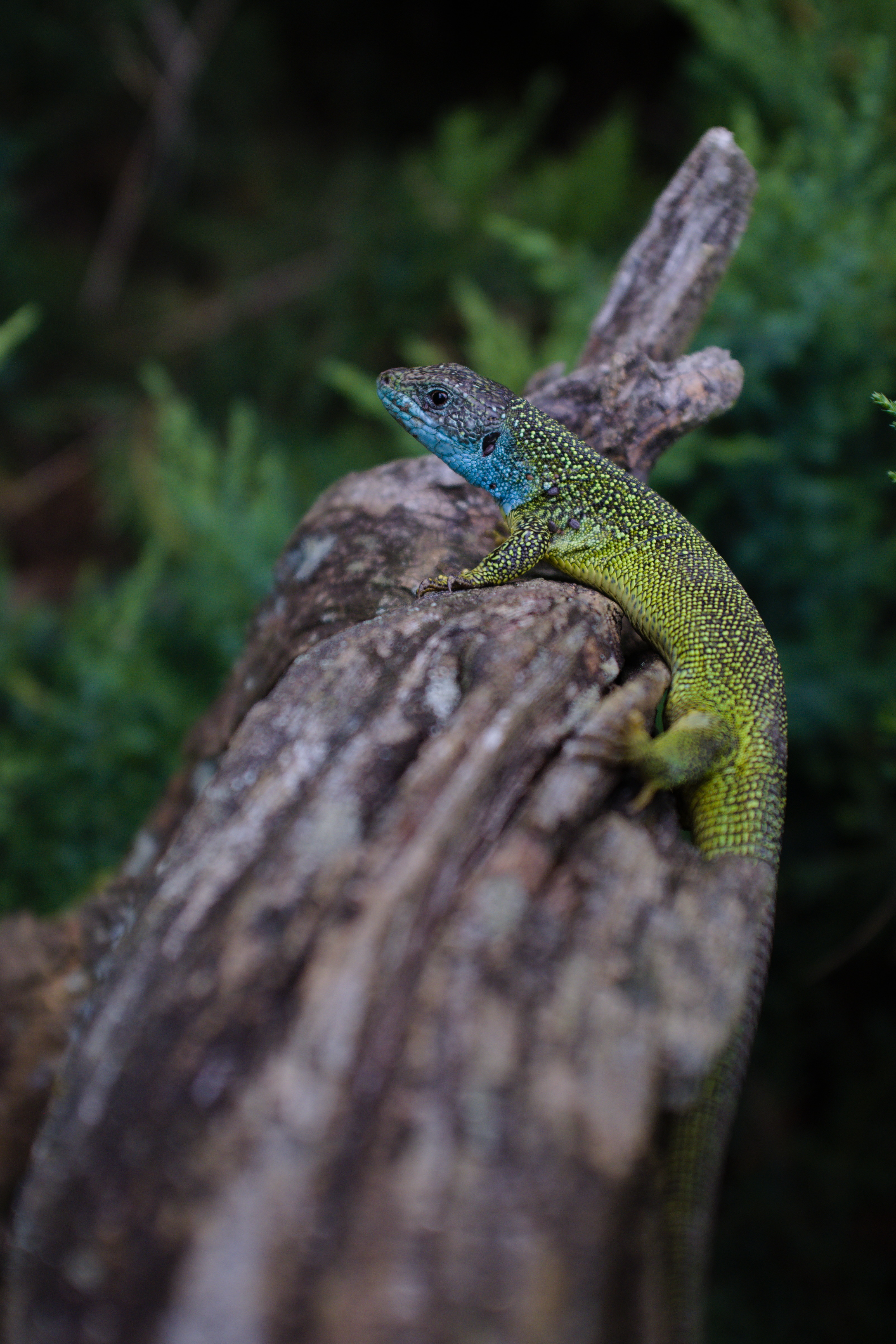
Samec ještěrky zelené (u řeky v chatové oblasti Biskoupky)

Ještěrka zelená je teplomilný druh, který se vyskytuje v České republice ve dvou samostatných areálech, oddělených Českomoravskou vrchovinou:
- střední Čechy – reliktní populace rozdělená do tří subpopulací (dolní Polabí, Poohří a povodí Vltavy, Berounky a Sázavy)
- jižní Morava – výběžek souvislého areálu v jihovýchodní Evropě. Vyskytuje se zejména v CHKO Pálava, v NP Podyjí (v hojném počtu na Šobesu), v NPP Váté písky u Bzence, v NPR Mohelenská hadcová step, skalnatý výběžek nad soutokem řek Oslavy a Chvojnice, hojně v PR Mohelnička a PR Velká skála u řeky Jihlavy po celém toku a přilehlých suchých místech, pozorována také na Přírodní památce „Šidlovy skalky“, k.ú. Olbramovice u Mor. Krumlova, Hády u Brna.

Obě populace spolu podle genetických výzkumů souvisely, k jejich izolaci došlo teprve nedávno.

## Prostředí

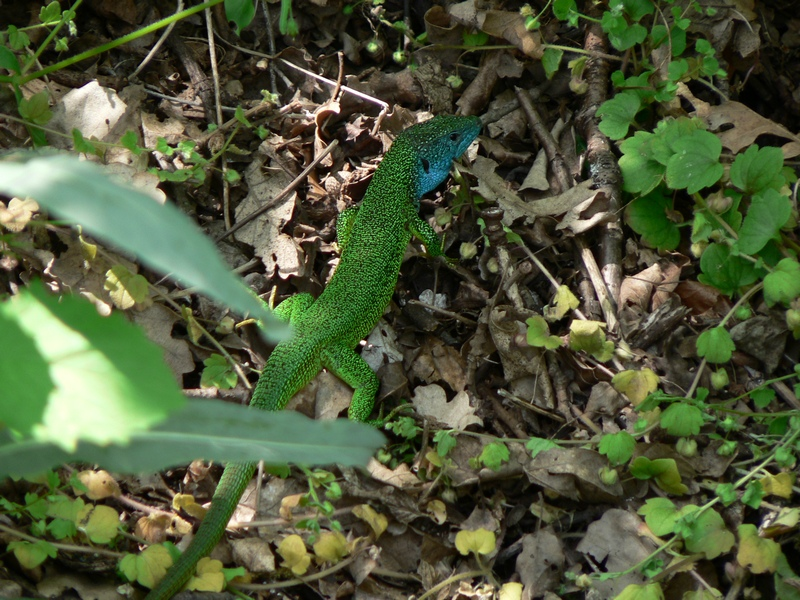
Ještěrka zelená, Pálava

Dává přednost prostředím lesostepního charakteru – obývá suché, výslunné křovinaté stráně, okraje teplých lesů, zaříznutá údolí řek s členitým reliéfem. Vyskytuje se také v krajině přetvořené člověkem, jako jsou železniční a silniční náspy, vinice, opuštěné lomy, zanedbané zahrady a sady atd.